# Шацкая, Нина Сергеевна
Ни́на Серге́евна Ша́цкая (16 марта 1940, Москва — 23 мая 2021, Москва) — советская и российская актриса театра и кино; заслуженная артистка России (2008).

## Биография
Родилась 16 марта 1940 года в Москве.
В 1963 году окончила Государственный институт театрального искусства. В 1964—1993 годах была актрисой Театра на Таганке, с 1993 года до конца жизни — Содружества актёров Таганки. С 2003 по 2011 год играла в театре «Школа современной пьесы».
Скончалась 23 мая 2021 года в Москве после тяжёлой и продолжительной болезни. Причиной смерти стал коронавирус. Прощание и отпевание прошли в ритуальном зале ЦКБ 27 мая. Актрису похоронили на Троекуровском кладбище (Аллея актёров, участок № 21). На памятнике актриса значится под фамилией мужа.

## Личная жизнь
- Первый муж (1963—1977) — Валерий Золотухин (1941—2013), актёр.

- Сын — Денис (род. 1969), священник.

- Второй муж (1982—2003) — Леонид Филатов (1946—2003), актёр.

## Творчество

### Роли в театре
- «Берегите ваши лица».
- «Владимир Высоцкий», вариант 1981 года.
- «Десять дней, которые потрясли мир». (Шансоньетка)
- «Добрый человек из Сезуана», редакция 1964 года. (Племянница)
- «Жизнь Галилея». (дама)
- «Пир во время чумы». (Клотильда)
- «Послушайте»!
- «А зори здесь тихие». (Женя Комелькова)
- «Преступление и наказание». (Дуня)
- «Тартюф», редакция 1968 года. (Мариана)
- «Товарищ, верь…» (за Н. Н. Гончарову)
- «Час пик». (Зося)
- «Что делать»? (Невеста всех невест)
- «Мастер и Маргарита». (Маргарита)

### Фильмография
| Год  |    | Название                                         | Роль                                       |
| ---- | -- | ------------------------------------------------ | ------------------------------------------ |
| 1962 | ф  | Коллеги                                          | Инна                                       |
| 1964 | ф  | Добро пожаловать, или Посторонним вход воспрещён | пионервожатая                              |
| 1965 | ф  | Чрезвычайное поручение                           | Оля                                        |
| 1966 | ф  | Саша-Сашенька                                    | Ромашкина                                  |
| 1968 | ф  | Белый рояль                                      | Алла Сергеевна Арсеньева                   |
| 1971 | ф  | Преждевременный человек                          | Нина Аркадьевна                            |
| 1974 | ф  | Контрабанда                                      | певица                                     |
| 1981 | ф  | Лесная песня. Мавка                              | Русалка                                    |
| 1982 | тф | Время для размышлений                            | Лена                                       |
| 1982 | ф  | Инспектор Лосев                                  | Элеонора Михайловна (работница ателье)     |
| 1987 | ф  | Визит к Минотавру                                | Алла Георгиевна (лечащий врач Обольникова) |
| 1990 | ф  | Сукины дети                                      | Елена Константиновна Гвоздилова            |
| 2013 | с  | Призрак в кривом зеркале                         | Ольга Фёдоровна Шестакова                  |
| 2014 | с  | Карпов. Сезон третий                             | соседка Аллы (25 серия «Опасное видео»)    |
| 2015 | ф  | Ну и Новый год!                                  | директор                                   |
| 2017 | тф | Каждому своё                                     | Зоя Фёдоровна                              |
| 2017 | с  | Не в деньгах счастье                             | Зоя Васильевна                             |